# Rosalie Levasseur

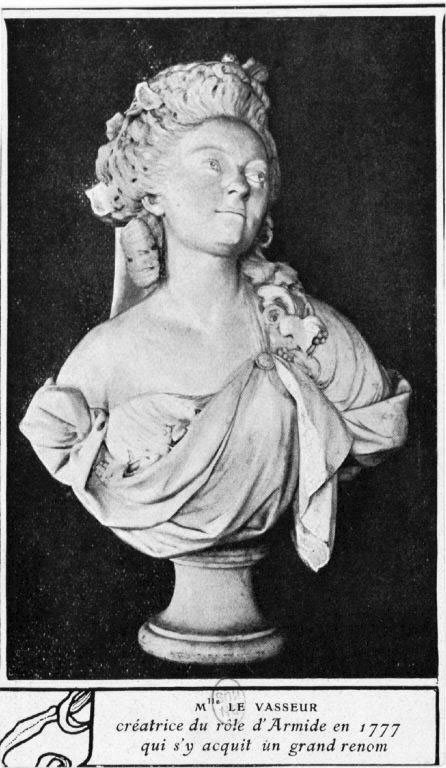
Rosalie Levasseur (Büste von J. P. Dumont, 1745–1821)

Rosalie Levasseur (* 8. Oktober 1749 in Valenciennes; † 6. Mai 1826 in Neuwied) war eine französische Sopranistin und Opernsängerin, die durch ihre Zusammenarbeit mit dem Komponisten Christoph Willibald Gluck bekannt wurde. Sie wurde vor allen Dingen in den Hauptrollen von Glucks Opern Armide und Alceste hoch geschätzt.

## Leben und Werk
Rosalie Levasseur wurde in einfachen Verhältnissen in Valenciennes geboren. Seit 1766 trat sie zunächst in kleinen Rollen an der Grand Opéra auf. 1774, nach Glucks Ankunft in Paris, konnte sie ihre Stellung an der Oper verbessern. Der neue deutsche Operndirektor und die führende Primadonna Sophie Arnould verstanden sich in keiner Weise miteinander. Rosalie Levasseur dagegen war die Geliebte von Florimond de Mercy-Argenteau, dem österreichischen Botschafter in Paris und Glucks Landsmann. Bei der Uraufführung von Iphigenie in Aulis erhielt Rosalie Levasseur zunächst wieder (nur) eine Nebenrolle. Bereits vier Monate später erhielt sie dann die wichtige Rolle als Amor in Orpheus und Eurydike. Im folgenden Jahr übernahm sie dann die Rollen der Iphigenie und der Eurydike von Sophie Arnould. Daraufhin wurde sie in die Position der Ersten Sopranistin des Theaterensembles befördert. Ihr wurden dann die Titelrollen in Glucks neuen Werken Alceste (1776) und Armide (1777) anvertraut. Rosalie Levasseur trat auch in Opern von Glucks Rivalem Niccolò Piccinni sowie in Opern von Johann Christian Bach, André Grétry und Antonio Sacchini auf. Ab 1783 überließ Rosalie Levasseur aufgrund einer Schwangerschaft zunehmend ihre Opernrollen Antoinette Saint-Huberty. Am 14. September dieses Jahres gebar sie einen Sohn, der den Namen Alexandre Henri Joseph erhielt. Der Vater des Kindes wurde als unbekannt im Geburtsregister eingetragen. Sie setzte dennoch die Beziehung zum mutmaßlichen Vater Florimond de Mercy-Argenteau fort. Im Juni 1784 trat Rosalie Levasseur ein letztes Mal am Hof anlässlich einer Galaveranstaltung zu Ehren des schwedischen Königs Gustav III. auf. 1785 nahm sie ihren offiziellen Abschied von der Grand Opéra.
Florimond de Mercy-Argenteau beantragte wegen der revolutionären Turbulenzen in Frankreich vom österreichischen Kaiser eine Versetzung in ein anderes Land. 1790 schickte dieser ihn zunächst nach Brüssel in die Österreichische Niederlande und 1794 als Botschafter nach England. Hier verstarb er plötzlich. Rosalie Levasseur blieb bis 1792 im revolutionsbedingt hochgefährlichen Paris, bis sie dann nach Valencienne zurückkehrte und nach dem Tod ihres Lebenspartners mehrfach umsiedelte, zunächst nach Wien, dann nach Paderborn und schließlich nach Neuwied am Rhein. Sie kehrte schließlich aus der Emigration zurück und heiratete 1806 als 57-Jährige den 74-Jährigen ehemaligen Militär André Maxime de Fouchier in Pecq. Nach dessen Tod 1814 abermals verwitwet ließ sie sich in Neuwied nieder, das sie während ihres Exils bereits kennengelernt hatte. Hier starb sie am 6. Mai 1826.
Als Sängerin mit begrenzten stimmlichen Mitteln, aber mit einem sehr schönen Timbre, verkörperte Rosalie Levasseur vor allem tragische Rollen in der Linie der französischen Schule von Künstlerinnen wie Marie Le Rochois und Marie Pélissier. Ein Zeugnis aus der Zeit bringt ihre Qualitäten auf den Punkt: „Ausgebildet und gestylt höchstpersönlich durch Ritter von Gluck erreichte sie sofort eine Perfektion, die man nicht für möglich gehalten hätte. Sie ist heute die beste Schauspielerin der Szene; wir bedauern nur, dass ihre wenig theatralische Figur nicht der Würde ihrer Rollen entspricht.“